# 別列津內 (科羅斯堅區)
50°44′58″N 29°6′56″E / 50.74944°N 29.11556°E
別列津内（烏克蘭語：Березине），是烏克蘭的村落，位於該國北部日托米爾州，由科羅斯堅區马林市镇負責管轄，始建於1875年，面積0.5平方公里，海拔高度155米，2001年人口112，人口密度每平方公里225.81人。